# Индија на Летњим олимпијским играма 1900.
Индију је на Олимпмијским играма 1900. у Паризу учествовала први пут, а представљао ју је један спортиста. Олимпијски историчари имају тенденцију да одвоје резултате из Британске Индије од резултата Индије која тада није била независна, на сличан начин као и одвајање резултата такмичара из Аустралије пре 1901.
Индију је представљао атлетичар Норман Причард који се такмичио у пет атлетских дисциплина и освојио два друга места.
ИААФ је 2005. године објавио службене резултате и статистику Олимпијских игара 2004.. У поглављу о историјским записима Причард је наведен као такмичар Велике Британије у 1900. години. Истраживања историчара Олимпијски игара показала су да је Причард изабран на британском атлетском првенству у јуну 1900. да представља Велику Британију на Олимпијским играма у Паризу.. Без обзира на то,
Олимпијски комитет (МОК) води Причарда као такмичара из Индије.

## Освојене медаље
Индија је у коначном пласману освојила 17 место према броју освојених медаља са 2 сребрне медаље:

### Сребро
- Норман Причард - атлетика, 200 метара
- Норман Причард - атлетика, 200 метара препоне

### Атлетика
| Дисциплина    | Место | Атлетичар      | Група                 | Полуфинале          | Финале           |
| ------------- | ----- | -------------- | --------------------- | ------------------- | ---------------- |
| 60 метара     | -     | Норман Причард | непознато 3, 1. група | није одржано        | није се пласирао |
| 100 м         | —     | Норман Причард | 11,4 3, 1. група      | непознато 3, 3. пф. | није учествовао  |
| 200 метара    | 2     | Норман Причард | непознато 2, 1. група | није одржано        | 28,20            |
| 110 м препоне | —     | Норман Причард | 16,6 1, 2 група       | није одржано        | није завршио     |
| 200 м препоне | 2     | Норман Причард | 26,8 1, 2. група      | није одржано        | 26,6             |